# Hood of Horror
Hood of Horror (anche conosciuto come Snoop Dogg's Hood of Horror) è un film a episodi del 2006 diretto da Stacy Title con il rapper Snoop Dogg.